# Takagi Hikari
Takagi Hikari (高木 ひかり, sinh ngày 21 tháng 5 năm 1993) là một cầu thủ bóng đá nữ người Nhật Bản.

## Đội tuyển bóng đá nữ quốc gia Nhật Bản
Takagi Hikari thi đấu cho đội tuyển bóng đá nữ quốc gia Nhật Bản.

## Thống kê sự nghiệp
| Nhật Bản  | Nhật Bản | Nhật Bản |
| Năm       | Trận     | Bàn      |
| --------- | -------- | -------- |
| 2016      | 1        | 0        |
| 2017      | 12       | 0        |
| Tổng cộng | 13       | 0        |